# Louis Pio
Louis Albert François Pio, född 14 december 1841 i Roskilde, död 27 juni 1894 i Chicago, var den danska socialdemokratins grundläggare. Han var bror till Jean Pio.

## Biografi
Pio blev 1859 student, var 1864 officersaspirant, tjänstgjorde 1867 som löjtnant, blev 1870 postskrivare i Köpenhamn. Han började tidigt studera sägner och liknande, utgav 1869 Sagnet om Holger Danske, en jämförelse med motsvarande sägner hos andra folkslag, och 1870 trolldomsboken Cyprianus, vars hemliga skrift han uttydde.
Starkt gripen av Pariskommunen och särskilt av Henri Rocheforts litterära verksamhet tog Pio våren 1871 avsked för att ägna sig åt socialistisk agitation; han utgav ett par flygskrifter Socialistiske Blade (i realiteten endast bearbetningar av tyska skrifter) och därefter veckotidningen Socialisten samt bildade i augusti samma år en dansk avdelning av Första internationalen och höll från oktober offentliga möten i Köpenhamn för att sprida sin lära.
Under förevändning av att han ville studera katolicismen fick Pio vintern 1871–72 möjlighet att resa till Genève och fick under hemresan kontakt med flera revolutionärer och ledande socialister. Han uppträdde i februari 1872 som "stormästare" för den danska avdelningen av Första internationalen, hoppades på snara revolutioner i Frankrike och Tyskland och på en därav följande upphöjelse av honom själv i Danmark.
Pios angrepp i tal och skrift på det bestående samhället och storfinansen blev allt våldsammare, och då han oaktat polisens förbud fasthöll vid ett planerat folkmöte på Nørre Fælled den 5 maj 1872, blev han natten innan fängslad. Gripandet orsakade slaget på Fælleden. I augusti 1873 dömdes Pio av Højesteret till tre års tukthus, men benådades 1875 och övertog åter ledningen av partiet och tidningen. Han kandiderade 1876 till Folketinget mot Carl Bille, men nu krävdes ett mer omfattande arbete för att leda rörelsen, än han kunde förmå. Hjälpt med pengar av polisen reste han i mars 1877 i hemlighet till Nordamerika, där därefter levde ett mycket omväxlande liv, dock mest som föredragshållare, journalist och lantagent. Hans Erindringer utgavs 1877.